# 安全注射器
安全注射器（英語：Safety syringe）是一種本身備有安全機制的注射針筒。安全注射器上的針頭為可拆式或是固定式。有些型式是在注射後由使用者把護具套在針頭上，或者針頭可以縮進針筒裡，這些機制可用來保護醫事人員等人，免遭受意想不到的針刺傷害。另一個選項是使用輔助設備，例如Oak Ridge Products針頭收集盒，注射後使用者用單手就可把針頭卸下並拋入盒內，收集盒本身有蓋子可提供保護（或者整隻帶針的注射器拋入盒子內）。自從政府和安全機構對針刺傷害和針頭重複使用問題開始關注以來，安全注射器的重要性提高，許多國家已經立法，要求使用這種注射器，或是使用有類似保護功能的裝置。

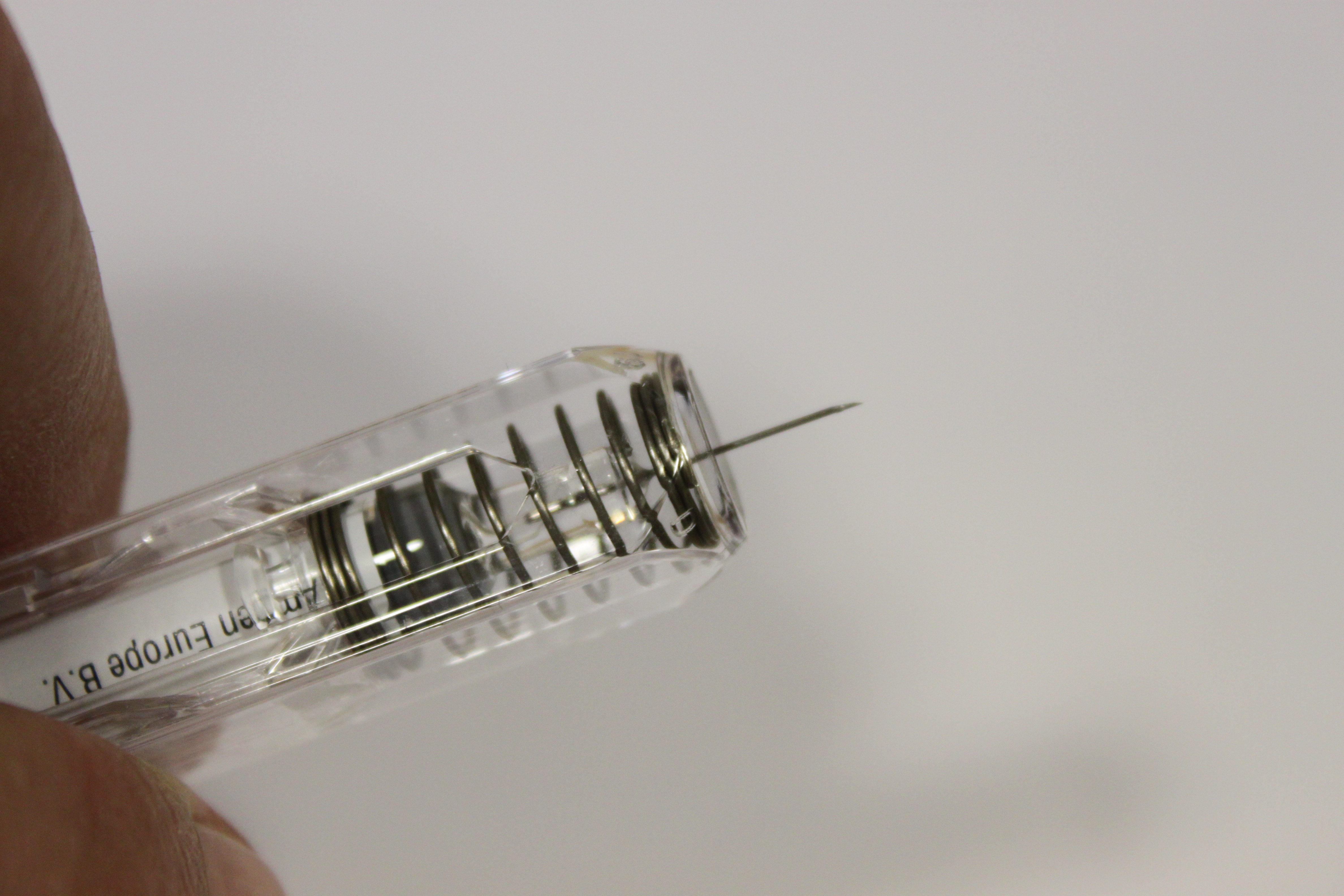
圖片中的安全注射器，針頭在使用後可退縮進針筒裡面。

## 類型
市場上的安全注射器樣式多種。像自動失效的注射器就是設計成只能使用一次，筒內有機制，壓下柱塞一次，就會產生阻隔，無法再壓下使用。另一種可防止重複使用的型式是當柱塞完全被壓下後，會自動裂開，無法做第二次使用。這兩種注射器只有在柱塞被完全壓下後，避免重複使用的機制才會啟動。

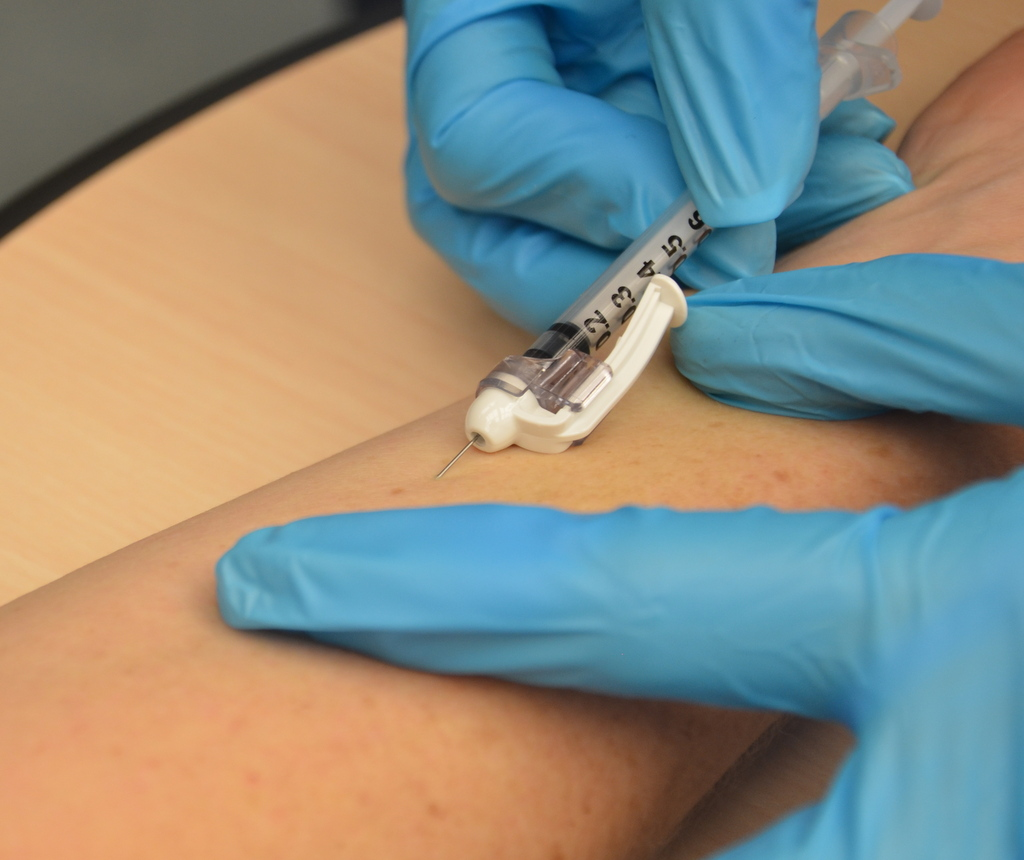
這種型式的注射器有個滑動式針頭保護蓋。

效果更好的注射器同時擁有避免重複使用，以及防針刺傷害的功能。注射過後，用針頭防護套或者防護蓋蓋住針頭，同時還有透過自動阻隔，或者是柱塞裂開方式來防止重複使用。伸縮式注射器則利用手動或彈簧，把針頭縮回針筒中。一些品牌的彈簧式注射器可能會產生飛濺效果，發生的時候，血液和液體會因收縮壓力而從套管中噴出。手動縮回注射器因為沒有彈簧的阻力，通常比較容易按下。

這種型式的注射器有可調式的針頭保護蓋。

## 替代方案
傳統的玻璃注射器在適當消毒之後可重複使用
。近年來，由於塑膠製的注射器是可拋棄式，日漸流行。不幸的是，不正確的處置，還有重複使用，是造成血體液傳染病發生的原因。

## 重要性
根據美國疾病管制與預防中心（CDC）記錄的55個與職業相關的人類免疫缺陷病毒（HIV）傳播（和性工作無關）病例中，有90％是來自針頭刺穿皮膚的結果。
醫事人員因為執業而發生HIV和肝炎的感染案例相對罕見，但他們受到針刺傷害而感染到血體液傳染病的風險與隨後治療發生的成本卻是嚴重而真實的。所需成本包括醫護人員的直接費用（初始和後續治療），依據不同的治療方法，估計每人在500到3,000美元之間
。不易量化的成本包括：因擔憂而心生恐懼和焦慮，而發生的情感上的成本、與藥物毒性和工作時間損失相關的直接和間接成本、以及與HIV或肝炎相關的社會成本;後者包括醫事人員無法工作的成本、對醫療衛生的經濟負擔、以及相關的訴訟成本。

## 立法

### 美國
- 針刺安全與預防法（Needlestick Safety and Prevention Act）在2001年生效[6]發明家Thomas J. Shaw在1998年與兩名律師Mike Weiss（英语：Mike Weiss）和Paul Danzinger接觸，由於Thomas J. Shaw在銷售安全注射器（以保護醫護人員免受不潔針頭導致的針刺傷害）時，進展並不順利，主要原因是受到一家傳統注射針頭製造商和協助醫院採購者的壟斷行為所致。這個案子在開庭前以1.5億美元達成和解。[7]Thomas J. Shaw嘗試把裝置有可縮回針頭的安全注射器推銷給醫療機構的故事，在2010年7月/8月版的《華盛頓月刊》刊出。[8]情節在2011年被拍成電影，片名為絕對逆襲（Puncture）。[9]

### 加拿大
- 加拿大衛生部的生物安全標準與指南（Canadian Biosafety Standards and Guidelines）[10]
- 各省立法：
  - 不列顛哥倫比亞省[11]
  - 艾伯塔省[12]
  - 曼尼托巴省[13]
  - 薩斯喀徹溫省[14]
  - 安大略省[15]
  - 新斯科舍省[16]

### 澳大利亞
- 澳大利亞尚無全國性立法，但新南威爾士州、[17]維多利亞州、[18]和昆士蘭州[19]已經採用建議的做法或是政策。

### 非洲
- 奈及利亞政府已發布在2012年10月1日之後禁用傳統注射器的規定，要求醫療機構逐步淘汰傳統注射器，以及使用自動失效的注射器（auto-disable syringes）。[20]

### 歐洲
- 歐洲聯盟對此項議題有一些規定。[21]

### 中華民國
- 根據醫療法[22]修正第五十六條及第一百零一條條文：醫療機構應依其提供服務之性質，具備適當之醫療場所及安全設施。“ 醫療機構對於所屬醫事人員執行直接接觸病人體液或血液之醫療處置時，應自中華民國一百零一年起，五年內按比例逐步完成全面提供安全針具。”[23]根據研究人員在2019年10月23日發表的研究報告：”雖然醫療法規定五年內醫療院所須全面提供安全針具，但事實上安全針具的使用雖有增加，但部分類別卻仍然有限.......”，結論是必須做進一步的研究。[24]

## 外部連結
- W.H.O. Injection Safety Toolbox （页面存档备份，存于）
- W.H.O. Injection Safety （页面存档备份，存于）
- Centers for Disease Control – Injection Safety （页面存档备份，存于）
- Washington Monthly, Jul/Aug 2010, "Dirty Medicine" （页面存档备份，存于）